# Kabinett Briand VI

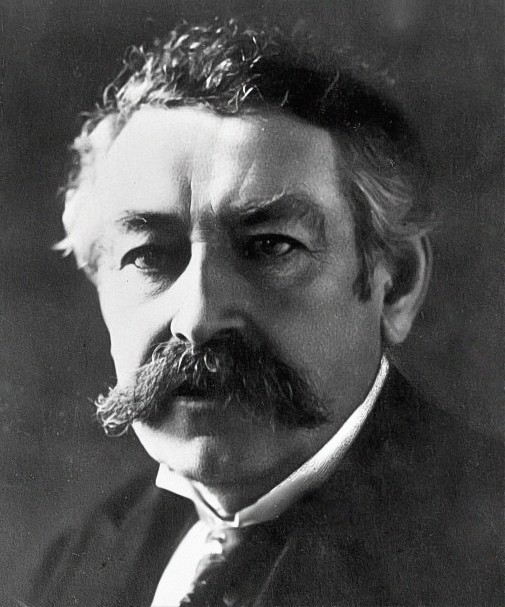
Aristide Briand war von 1909 bis 1911, 1913, 1915 bis 1917, 1921 bis 1922, 1925 bis 1926 sowie 1929 sechs Mal Premierminister Frankreichs und bildete in dieser Zeit elf Kabinette

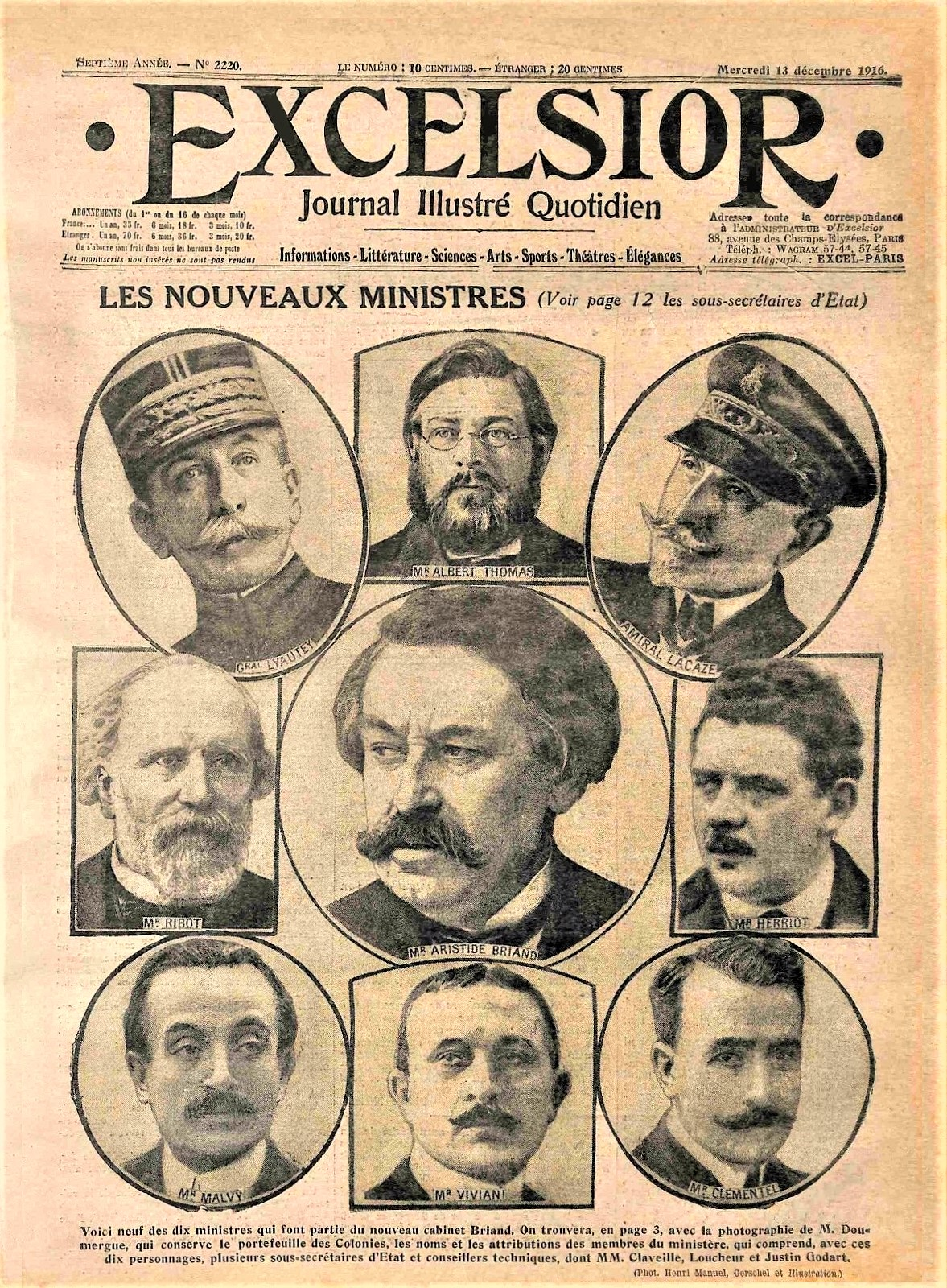
Neun Minister des sechsten Kabinetts Briand; Journal Excelsior (13. Dezember 1916).

Das sechste Kabinett Briand war eine Regierung der Dritten Französischen Republik. Es wurde am 12. Dezember 1916 von Premierminister (Président du Conseil) Aristide Briand gebildet und löste das Kabinett Briand V ab. Es blieb bis zum 20. März 1917 im Amt und wurde daraufhin vom Kabinett Ribot V abgelöst.
Das Kabinett wurde von der Union sacrée (Allparteienregierung) getragen: Parti républicain-socialiste (PRS), Parti républicain, radical et radical-socialiste (PRRRS), Parti républicain démocratique (PRD), Fédération républicaine (FR) Section française de l’Internationale ouvrière (SFIO), Action libérale populaire (ALP) und Radical indépendant (RI).

## Kabinett
Dem Kabinett gehörten folgende Minister an:
| Amt                                                       | Name                         | Parteri | Beginn der Amtszeit             | Ende der Amtszeit           |
| --------------------------------------------------------- | ---------------------------- | ------- | ------------------------------- | --------------------------- |
| Premierminister                                           | Aristide Briand              | PRS     | 12. Dezember 1916               | 20. März 1917               |
| Außenminister                                             | Aristide Briand              |         | 12. Dezember 1916               | 20. März 1917               |
| Kolonialminister                                          | Gaston Doumergue             | PRRRS   | 12. Dezember 1916               | 20. März 1917               |
| Kriegsminister                                            | Hubert Lyautey Lucien Lacaze |         | 12. Dezember 1916 15. März 1917 | 15. März 1917 20. März 1917 |
| Minister für öffentlichen Unterricht und schöne Künste    | René Viviani                 | PRS     | 12. Dezember 1916               | 20. März 1917               |
| Innenminister                                             | Louis Malvy                  | PRRRS   | 12. Dezember 1916               | 20. März 1917               |
| Justizminister                                            | René Viviani                 |         | 12. Dezember 1916               | 20. März 1917               |
| Marineminister                                            | Lucien Lacaze                |         | 12. Dezember 1916               | 20. März 1917               |
| Landwirtschaftsminister                                   | Étienne Clémentel            | RI      | 12. Dezember 1916               | 20. März 1917               |
| Arbeitsminister                                           | Étienne Clémentel            |         | 12. Dezember 1916               | 20. März 1917               |
| Finanzminister                                            | Alexandre Ribot              | FR      | 12. Dezember 1916               | 20. März 1917               |
| Minister für öffentliche Arbeiten, Verkehr und Versorgung | Édouard Herriot              | PRRRS   | 12. Dezember 1916               | 20. März 1917               |
| Minister für Handel und Industrie                         | Étienne Clémentel            |         | 12. Dezember 1916               | 20. März 1917               |
| Minister für Post und Telegrafie                          | Étienne Clémentel            |         | 12. Dezember 1916               | 20. März 1917               |
| Minister für Rüstung und Kriegsproduktion                 | Albert Thomas                | SFIO    | 12. Dezember 1916               | 20. März 1917               |

### Unterstaatssekretäre
Dem Kabinett gehörten folgende Sous-secrétaires d’État an (ab 14. Dezember 1916):
- Premierminister und auswärtige Angelegenheiten, zuständig für die Blockade: Denys Cochin (ALP)
- Finanzverwaltung: Albert Métin[1] (PRRRS)
- Handelsmarine: Louis Nail (PRRRS)
- Verkehr: Albert-André Claveille[2]
- Öffentlicher Unterricht und schöne Künste: Albert Dalimier (PRRRS)
- Allgemeine Verwaltung der Armee (ab 28. Dezember 1916): René Besnard[3] (PRRRS)
- Militärischer Gesundheitsdienst: Justin Godart (PRRRS)
- Erfindungen, die für die Landesverteidigung von Interesse sind: Jules-Louis Breton[4] (PRS)
- Kriegsproduktion: Louis Loucheur (PRD)
- Arbeit und soziale Vorsorge: Constant Roden[5] (RI)

## Historischer Hintergrund
Am 18. Dezember endete die Schlacht um Verdun. Das System der Geheimausschüsse wurde fortgesetzt. Im Januar 1917 wurde in Munitionsfabriken und Elektrizitätswerken gestreikt. Am 16. Januar 1917 führte die Regierung auf Initiative Minister Thomas’ einen Mindestlohn in kriegswichtigen Betrieben ein.
Als Antwort auf eine Note des amerikanischen Präsidenten Wilson gab die Triple-Entente am 10. Januar 1917 (Frankreich, Großbritannien, Russland) ihre Kriegsziele bekannt: Räumung der besetzten Gebiete, Rückkehr von Elsass-Lothringen zu Frankreich, Wiedergutmachung der erlittenen Schäden, Befreiung der Nationalitäten unter türkischer Herrschaft, Emanzipation der Tschechen, Slowaken, Rumänen und Jugoslawen.
Nachdem Kriegsminister Lyautey wegen eines Streits mit dem Oberkommandierenden Joseph Joffre zurückgetreten war, demissionierte die Regierung Briand wenige Tage später.